# La sua segretaria
La sua segretaria (His Secretary) è un film muto del 1925 diretto da Hobart Henley e interpretato da Norma Shearer. Il film, prodotto e distribuito dalla MGM, fu distribuito in sala il 6 dicembre 1925.

## Trama
Ruth lavora come stenodattilografa in un ufficio: è brava, ma veste male. Calze pesanti, pince nez, vestiti che la infagottano. Non può far colpo sul giovane socio dell'ufficio, David, di cui è segretamente innamorata. John Sloden, il suo capo, un giorno giura che non bacerebbe la ragazza nemmeno per 100 dollari: la moglie lo ha beccato con una bella segretaria e, gelosa, gli intima di prendersi come nuova segretaria una che sceglierà lei. La scelta, ovviamente, è caduta su Ruth, che deve accompagnare Sloden in un viaggio d'affari a Washington. La dichiarazione offensiva del suo capo stimola la ragazza a cambiare look: si reca in un centro bellezza e ne esce totalmente cambiata. Raggiante, truccata e bellissima si acquista un nuovo guardaroba e il risultato è quello di far girare la testa agli uomini. Sloden naturalmente non la riconosce, come neanche David cui Ruth decide di giocare un piccolo tiro al giovane che l'ha sempre snobbata. Gli presenta come finto marito il portiere del grattacielo. David si innamora di lei e Ruth decide finalmente di dirgli la verità, di esser lei la brutta ragazza che lui non ha mai guardato. Poi anche Ruth ammette il suo amore per lui.

## Produzione
Il film fu prodotto dalla MGM.

## Distribuzione
Distribuito dalla MGM, il film uscì nelle sale cinematografiche statunitensi il 6 dicembre 1925.

### Date di uscita
- USA: 6 dicembre 1925
- Finlandia: 27 dicembre 1926
- Norvegia: 13 giugno 1927 - Trænger du hjælp, saa rop!
- Portogallo: 12 ottobre 1927 - O Preço do Beijo
- Spagna: La secretaria[1]